# Elezioni politiche in Italia del 1996
Le elezioni politiche in Italia del 1996 per il rinnovo dei due rami del Parlamento Italiano – la Camera dei deputati e il Senato della Repubblica – si tennero domenica 21 aprile 1996. Furono le seconde elezioni anticipate a svolgersi negli anni novanta, quando per la prima volta in assoluto nella storia repubblicana, vi furono tre tornate elettorali in quattro anni.

## Sistema di voto
Le elezioni politiche del 1996 si tennero con il sistema di voto noto come legge Mattarella e introdotto con l'approvazione delle leggi 4 agosto 1993 n. 276 e n. 277, che davano seguito al referendum del 18 aprile 1993, e vide la sua prima applicazione alle elezioni politiche del 1994. La legge prevedeva per l'elezione della Camera dei deputati e del Senato della Repubblica un sistema elettorale misto: maggioritario a turno unico per la ripartizione del 75% dei seggi parlamentari unito e, per il rimanente 25% dei seggi, al recupero proporzionale dei più votati non eletti per il Senato (attraverso un meccanismo di calcolo denominato «scorporo») e al proporzionale con liste bloccate e sbarramento del 4% alla Camera. Per la parte maggioritaria quindi (75% dei seggi), il territorio nazionale venne suddiviso in 475 collegi uninominali per la Camera, e in 232 per il Senato. L'attribuzione di questo primo gruppo di seggi avveniva in base a un sistema maggioritario a turno unico (first-past-the-post): veniva eletto parlamentare il candidato che avesse riportato la maggioranza relativa dei suffragi nel collegio. Nessun candidato poteva presentarsi in più di un collegio.
I rimanenti seggi (25%) erano invece assegnati con un metodo proporzionale, funzionante però con meccanismi differenziati fra le due assemblee. Per quanto riguarda la Camera, l'elettore godeva di una scheda elettorale separata per l'attribuzione dei 155 seggi residui, cui accedevano solo i partiti che avessero superato la soglia di sbarramento nazionale del 4%. Il calcolo dei seggi spettanti a ciascuna lista veniva effettuata nel collegio unico nazionale mediante il metodo Hare dei quozienti naturali e dei più alti resti; tali seggi venivano poi ripartiti, in ragione delle percentuali delle singole liste a livello locale, fra le 26 circoscrizioni plurinominali in cui era suddiviso il territorio nazionale, e all'interno delle quali i singoli candidati – che potevano corrispondere a quelli presentatisi nei collegi uninominali – venivano proposti in un sistema di liste bloccate senza possibilità di preferenze. Il meccanismo era però integrato dal metodo dello scorporo, volto a dar compensazione ai partiti minori fortemente danneggiati dall'uninominale: successivamente alla determinazione della soglia di sbarramento, ma antecedentemente al riparto dei seggi, alle singole liste venivano decurtati tanti voti quanti ne erano serviti a far eleggere i vincitori nell'uninominale – cioè i voti del secondo classificato più uno – i quali erano obbligati a collegarsi ad una lista circoscrizionale.
Per quanto riguarda il Senato, gli 83 seggi proporzionali venivano assegnati, secondo il dettato costituzionale, su base regionale. In ogni Regione venivano assommati i voti di tutti i candidati uninominali perdenti che si fossero collegati in un gruppo regionale, ed i seggi venivano assegnati utilizzando il metodo D'Hondt delle migliori medie: gli scranni così ottenuti da ciascun gruppo venivano assegnati, all'interno di essa, ai candidati perdenti che avessero ottenuto le migliori percentuali elettorali. Ancor più che alla Camera, ove lo scorporo era «parziale», lo scorporo «totale» previsto per il Senato faceva funzionare la quota proporzionale di fatto come una stramba quota minoritaria, in aperto contrasto con l'impianto generale della legge elettorale.

### Circoscrizioni
Il territorio nazionale italiano venne suddiviso alla Camera dei deputati in 475 collegi uninominali e 26 circoscrizioni plurinominali ed al Senato della Repubblica in 232 collegi uninominali e 20 circoscrizioni plurinominali, corrispondenti alle regioni italiane.

#### Circoscrizioni della Camera dei deputati
Le circoscrizioni della Camera dei deputati erano le seguenti:
- Piemonte 1 (Torino);
- Piemonte 2 (Cuneo, Alessandria, Asti, Novara, Vercelli, Biella e Verbano-Cusio-Ossola);
- Lombardia 1 (Milano);
- Lombardia 2 (Bergamo, Brescia, Como, Sondrio, Varese e Lecco);
- Lombardia 3 (Pavia, Lodi, Cremona e Mantova);
- Trentino-Alto Adige;
- Veneto 1 (Padova, Verona, Vicenza e Rovigo);
- Veneto 2 (Venezia, Treviso e Belluno);
- Friuli-Venezia Giulia;
- Liguria;
- Emilia-Romagna;
- Toscana;
- Umbria;
- Marche;
- Lazio 1 (Roma);
- Lazio 2 (Latina, Frosinone, Viterbo e Rieti);
- Abruzzo;
- Molise;
- Campania 1 (Napoli);
- Campania 2 (Avellino, Benevento, Caserta e Salerno);
- Puglia;
- Basilicata;
- Calabria;
- Sicilia 1 (Palermo, Agrigento, Caltanissetta e Trapani);
- Sicilia 2 (Catania, Messina, Enna, Ragusa e Siracusa);
- Sardegna;
- Valle d'Aosta[3].

#### Circoscrizioni del Senato della Repubblica
Le circoscrizioni del Senato della Repubblica invece erano le seguenti:
- Piemonte
- Valle d'Aosta
- Lombardia
- Trentino-Alto Adige
- Veneto
- Friuli-Venezia Giulia
- Liguria
- Emilia-Romagna
- Toscana
- Umbria
- Marche
- Lazio
- Abruzzo
- Molise
- Campania
- Puglia
- Basilicata
- Calabria
- Sicilia
- Sardegna

## Quadro politico
Rispetto alle precedenti elezioni politiche del 1994, quelle del 1996 segnarono più compiutamente il passaggio ad un sistema bipolare. I partiti centristi, nel 1994, si erano presentati nel Patto per l'Italia ma, essendo stati fortemente penalizzati dal sistema elettorale maggioritario, furono indotti a trovare una collocazione nell'ambito di due schieramenti tra loro contrapposti. Il Partito Popolare Italiano promosse un'alleanza di centrosinistra, mentre alcuni settori si dissociarono e fondarono i Cristiani Democratici Uniti, nello schieramento di centrodestra. Il Patto Segni si presentò invece all'interno del Rinnovamento Italiano, mentre la Lega Nord decise di correre da sola.

### Principali coalizioni e forze politiche
| Coalizione | Coalizione | Leader            | Foto |
| ---------- | --- | ----------------- | ---- |
|            | L'Ulivo Coalizione composta da: Partito Democratico della Sinistra, Popolari per Prodi (Partito Popolare Italiano, Partito Repubblicano Italiano, Unione Democratica e Südtiroler Volkspartei), Rinnovamento Italiano, Federazione dei Verdi, Partito Sardo d'Azione, Federazione Laburista, Comunisti Unitari, Cristiano Sociali, Socialisti Italiani e Patto Segni | Romano Prodi      |      |
|            | Polo per le Libertà Coalizione composta da: Forza Italia, Alleanza Nazionale, Centro Cristiano Democratico e Cristiani Democratici Uniti | Silvio Berlusconi |      |
|            | Lega Nord | Umberto Bossi     |      |
|            | Partito della Rifondazione Comunista | Fausto Bertinotti |      |
|            | Lista Pannella-Sgarbi | Marco Pannella    |      |

## Campagna elettorale
Nel dicembre 1994, in seguito alla comunicazione di una nuova inchiesta dei magistrati di Milano che trapelò dalla stampa, Umberto Bossi, leader della Lega Nord, abbandonò la coalizione di centro-destra, sostenendo che il patto elettorale non era stato rispettato e costringendo Berlusconi a dimettersi dalla carica, lasciando così la maggioranza di governo al centrosinistra.
Il governo Berlusconi venne sostituito il mese successivo con un governo tecnico guidato da Lamberto Dini. Dini era stato un ministro chiave nel precedente esecutivo: Berlusconi disse che l'unico modo in cui lui avrebbe sostenuto un governo tecnico sarebbe stato con Dini a capo. Alla fine, però, Dini venne sostenuto dalla maggior parte dei partiti di opposizione e dalla Lega Nord, ma non da Forza Italia, che si astenne.
Il 30 dicembre 1995 Dini si dimise da Presidente del Consiglio e il Capo dello Stato Oscar Luigi Scalfaro decise di avviare le consultazioni per formare un nuovo governo sostenuto da tutti i partiti in Parlamento per compiere alcune riforme costituzionali. Favorevolmente a questa proposta si schierarono, in un dibattito televisivo del 19 gennaio 1996, sia Berlusconi sia il segretario del PDS Massimo D'Alema. Fu designato Antonio Maccanico, ma non si riuscì a trovare un accordo, poiché sia Gianfranco Fini sia Romano Prodi chiesero le elezioni anticipate. Il 16 febbraio 1996 Oscar Luigi Scalfaro sciolse le camere e indisse le elezioni anticipate.
Il 19 febbraio 1996 il Presidente del Consiglio uscente Lamberto Dini annunciò che si sarebbe schierato con L'Ulivo e non con il Polo per le Libertà. Umberto Bossi, il cui apporto nel 1994 era stato fondamentale per consentire la vittoria elettorale di Berlusconi, dichiarò che la Lega Nord non avrebbe più sostenuto il Polo e si sarebbe presentata da sola alle elezioni. Allo stesso tempo, la coalizione di Romano Prodi concluse un importante accordo preelettorale con il Partito della Rifondazione Comunista, in cui Fausto Bertinotti si impegnava, dopo l'elezione, a sostenere l'eventuale governo Prodi nel caso di un Parlamento privo di maggioranza.
Come nel 1994, anche nel 1996 la campagna elettorale fu segnata dalle inchieste giudiziarie che coinvolgevano la politica: il 12 marzo, su richiesta del pool Mani pulite, fu arrestato il capo dei GIP romani, Renato Squillante, legato a una fitta rete di conoscenze – alcune delle quali si traducevano, secondo gli inquirenti, in favore – a gente della cosiddetta «Roma bene», e successivamente finì in carcere anche Attilio Pacifico, avvocato avellinese vicino a Cesare Previti. Secondo il GIP Alessandro Rossato, Squillante riceveva denaro in contante da società milanesi tramite gli avvocati Previti e Pacifico in cambio di atti contrari ai suoi doveri d'ufficio. Mentre nel centro-sinistra le reazioni politiche furono un misto di prudenza e imbarazzo, quelle del centro-destra furono un unanime attacco al pool, con Berlusconi che accostò i magistrati milanesi alla Banda della Uno bianca, sostenendo l'esistenza di corpi deviati anche nella magistratura.
In generale la campagna elettorale fu piuttosto monotona. Il centro-destra accusava Prodi e i suoi di avere nostalgia per i consociativismi, gli immobilismi, l'assistenzialismo e le dilapidazioni della Prima Repubblica, oltre a quella per il marxismo e il collettivismo a causa degli accordi elettorali con il PRC, mentre a sua volta il centro-sinistra accusava il Polo per le Libertà di voler riproporre gli errori fatti durante il governo Berlusconi e di voler ulteriormente arricchire i ricchi e impoverire i poveri.

## Sondaggi pre-voto
| Istituto  | Data                       | L'Ulivo (Romano Prodi) | Lega Nord (Umberto Bossi) | Polo per le Libertà (Silvio Berlusconi) |
| --------- | -------------------------- | ---------------------- | ------------------------- | --------------------------------------- |
| Abacus    | 1º marzo 1996              | 49,9                   | -                         | 50,1                                    |
| Datamedia | 12 marzo 1996              | 45,3                   | -                         | 49,3                                    |
| Piepoli   | 22 aprile 1996 (exit poll) | 43-46                  | 8,1                       | 43-46                                   |
|           |                            | (Romano Prodi)         | (Umberto Bossi)           | (Silvio Berlusconi)                     |

I sondaggi elettorali vedevano un sostanziale pareggio tra le due coalizioni, anche se la Lega Nord sembrava erodere voti a entrambi gli schieramenti nell'ultimo mese di campagna elettorale, e secondo molti avrebbe vinto la coalizione che meno avrebbe perso consensi.
Ciò che generava incertezza era che, con tale forte equilibrio, se anche una coalizione avesse prevalso leggermente sull'altra, quest'ultima avrebbe potuto ottenere maggiori collegi, spostando quindi dall'altra parte la maggioranza dei seggi: alcuni quotidiani indicavano infatti un lieve vantaggio di Prodi, ma sembrava che il parlamento potesse avere il Polo per le Libertà maggioritario assieme alla Lega Nord. Anche per questi motivi, i sondaggisti in sede di exit-poll andarono cauti prima di annunciare il vincitore, secondo il principio del too close to call.

## Risultati

### Camera dei deputati
| Liste                                     | Liste | Liste                                                | Proporzionale | Proporzionale | Proporzionale | Maggioritario                                | Maggioritario              | Maggioritario  |
| Liste                                     | Liste | Liste                                                | Voti          | %             | Seggi         | Voti                                         | %                          | Seggi          |
| ----------------------------------------- | --- | ---------------------------------------------------- | ------------- | ------------- | ------------- | -------------------------------------------- | -------------------------- | -------------- |
|                                           | L'Ulivo - Di cui: • L'Ulivo • L'Ulivo - Lega Autonomia Veneta • L'Ulivo - Partito Sardo d'Azione • La Valle d'Aosta per l'Ulivo | Partito Democratico della Sinistra (PDS)             | 7.894.118     | 21,06         | 26            | 15.725.655 14.447.548 997.534 269.047 11.526 | 42,17 38,74 2,67 0,72 0,03 | 246 228 14 4 - |
| Popolari per Prodi (PPI-SVP-PRI-UD-Prodi) | L'Ulivo - Di cui: • L'Ulivo • L'Ulivo - Lega Autonomia Veneta • L'Ulivo - Partito Sardo d'Azione • La Valle d'Aosta per l'Ulivo | 2.554.072                                            | 6,81          | 4             |               | 15.725.655 14.447.548 997.534 269.047 11.526 | 42,17 38,74 2,67 0,72 0,03 | 246 228 14 4 - |
| Rinnovamento Italiano (RI)                | L'Ulivo - Di cui: • L'Ulivo • L'Ulivo - Lega Autonomia Veneta • L'Ulivo - Partito Sardo d'Azione • La Valle d'Aosta per l'Ulivo | 1.627.380                                            | 4,34          | 8             |               | 15.725.655 14.447.548 997.534 269.047 11.526 | 42,17 38,74 2,67 0,72 0,03 | 246 228 14 4 - |
| Federazione dei Verdi (FdV)               | L'Ulivo - Di cui: • L'Ulivo • L'Ulivo - Lega Autonomia Veneta • L'Ulivo - Partito Sardo d'Azione • La Valle d'Aosta per l'Ulivo | 938.665                                              | 2,50          | -             |               | 15.725.655 14.447.548 997.534 269.047 11.526 | 42,17 38,74 2,67 0,72 0,03 | 246 228 14 4 - |
| Partito Sardo d'Azione (PSd'Az)           | L'Ulivo - Di cui: • L'Ulivo • L'Ulivo - Lega Autonomia Veneta • L'Ulivo - Partito Sardo d'Azione • La Valle d'Aosta per l'Ulivo | 38.002                                               | 0,10          | -             |               | 15.725.655 14.447.548 997.534 269.047 11.526 | 42,17 38,74 2,67 0,72 0,03 | 246 228 14 4 - |
| Totale coalizione                         | L'Ulivo - Di cui: • L'Ulivo • L'Ulivo - Lega Autonomia Veneta • L'Ulivo - Partito Sardo d'Azione • La Valle d'Aosta per l'Ulivo | 13.142.237                                           | 34,81         | 38            |               | 15.725.655 14.447.548 997.534 269.047 11.526 | 42,17 38,74 2,67 0,72 0,03 | 246 228 14 4 - |
|                                           | Polo per le Libertà | Forza Italia (FI)                                    | 7.712.149     | 20,57         | 37            | 15.027.030                                   | 40,29                      | 169            |
| Alleanza Nazionale (AN)                   | Polo per le Libertà | 5.870.491                                            | 15,66         | 28            |               | 15.027.030                                   | 40,29                      | 169            |
| CCD - CDU                                 | Polo per le Libertà | 2.189.563                                            | 5,84          | 12            |               | 15.027.030                                   | 40,29                      | 169            |
| Totale coalizione                         | Polo per le Libertà | 15.772.203                                           | 42,07         | 77            |               | 15.027.030                                   | 40,29                      | 169            |
|                                           | Lega Nord (LN) | Lega Nord (LN)                                       | 3.776.354     | 10,07         | 20            | 4.038.239                                    | 10,83                      | 39             |
|                                           | Progressisti • Partito della Rifondazione Comunista                                                                             | Partito della Rifondazione Comunista (PRC)           | 3.213.748     | 8,57          | 20            | 982.505 17.996                               | 2,63 0,05                  | 15 -           |
|                                           | Lista Pannella-Sgarbi | Lista Pannella-Sgarbi                                | 702.988       | 1,88          | -             | 69.406                                       | 0,19                       | -              |
|                                           | Movimento Sociale Fiamma Tricolore (MSFT)                                                                                       | Movimento Sociale Fiamma Tricolore (MSFT)            | 339.351       | 0,91          | -             | 624.558                                      | 1,67                       | -              |
|                                           | Partito Socialista (PS) | Partito Socialista (PS)                              | 149.441       | 0,40          | -             | 44.786                                       | 0,12                       | -              |
|                                           | Lega d'Azione Meridionale (LAM)                                                                                                 | Lega d'Azione Meridionale (LAM)                      | 72.062        | 0,19          | -             | 82.373                                       | 0,22                       | 1              |
|                                           | Unione Nord Est (UNE) | Unione Nord Est (UNE)                                | 63.934        | 0,17          | -             | 9.669                                        | 0,03                       | -              |
|                                           | Union für Südtirol (UfS) | Union für Südtirol (UfS)                             | 55.548        | 0,15          | -             | 23.032                                       | 0,06                       | -              |
|                                           | Mani Pulite | Mani Pulite                                          | 44.935        | 0,12          | -             | 68.443                                       | 0,18                       | -              |
|                                           | Noi Siciliani - Fronte Nazionale Siciliano (NS-FNS)                                                                             | Noi Siciliani - Fronte Nazionale Siciliano (NS-FNS)  | 41.001        | 0,11          | -             | 20.102                                       | 0,05                       | -              |
|                                           | Verdi Verdi | Verdi Verdi                                          | 25.788        | 0,07          | -             | 12.905                                       | 0,03                       | -              |
|                                           | Sardigna Natzione | Sardigna Natzione                                    | 23.355        | 0,06          | -             | 42.246                                       | 0,11                       | -              |
|                                           | Südtiroler Volkspartei (SVP) | Südtiroler Volkspartei (SVP)                         | N.D.          | N.D.          | N.D.          | 156.708                                      | 0,42                       | 3              |
|                                           | PATT - L'Abete | PATT - L'Abete                                       | N.D.          | N.D.          | N.D.          | 44.827                                       | 0,12                       | -              |
|                                           | Vallée d'Aoste - Autonomie Progrès Fédéralisme (VdA)                                                                            | Vallée d'Aoste - Autonomie Progrès Fédéralisme (VdA) | N.D.          | N.D.          | N.D.          | 37.431                                       | 0,10                       | 1              |
|                                           | Democrazia e Libertà (DL) | Democrazia e Libertà (DL)                            | N.D.          | N.D.          | N.D.          | 33.326                                       | 0,09                       | 1              |
|                                           | Altri (<0,05%, proporzionale)                                                                                                   | Altri (<0,05%, proporzionale)                        | 151.453       | 0,40          | -             | 233.872                                      | 0,63                       | -              |
| Totale                                    | Totale | Totale                                               | 37.484.398    |               | 155           | 37.295.109                                   |                            | 475            |
| 1.                                        | |                                                      |               |               |               |                                              |                            |                |

### Senato della Repubblica
| Liste                                                                               | Voti                                 | %                     | Seggi       |
| ----------------------------------------------------------------------------------- | ------------------------------------ | --------------------- | ----------- |
| L'Ulivo • L'Ulivo • L'Ulivo - Partito Sardo d'Azione • La Valle d'Aosta per l'Ulivo | 13.444.978 13.013.276 421.331 10.371 | 41,21 39,89 1,29 0,03 | 157 152 5 - |
| Polo per le Libertà                                                                 | 12.185.020                           | 37,35                 | 116         |
| Lega Nord                                                                           | 3.394.733                            | 10,41                 | 27          |
| Alleanza dei Progressisti                                                           | 934.974                              | 2,87                  | 10          |
| Movimento Sociale Fiamma Tricolore                                                  | 747.487                              | 2,20                  | 1           |
| Lista Pannella-Sgarbi                                                               | 509.826                              | 1,56                  | 1           |
| Partito Socialista                                                                  | 286.425                              | 0,88                  | -           |
| L'Abete - SVP - PATT                                                                | 178.425                              | 0,55                  | 2           |
| Mani Pulite                                                                         | 109.113                              | 0,33                  | -           |
| Alleanza Lombarda                                                                   | 106.313                              | 0,33                  | -           |
| Unione Nord Est                                                                     | 72.541                               | 0,22                  | -           |
| Noi Siciliani                                                                       | 71.841                               | 0,22                  | -           |
| Lega d'Azione Meridionale                                                           | 66.750                               | 0,20                  | -           |
| Verdi Verdi                                                                         | 61.434                               | 0,19                  | -           |
| Alleanza Pensionati Europei                                                         | 60.640                               | 0,19                  | -           |
| Democrazia Sociale                                                                  | 60.016                               | 0,18                  | -           |
| Federazione Liste Civiche Italiane                                                  | 55.793                               | 0,17                  | -           |
| Sardigna Natzione                                                                   | 44.713                               | 0,14                  | -           |
| Vallée d'Aoste                                                                      | 29.538                               | 0,09                  | 1           |
| Altri                                                                               | 204.024                              | 0,63                  | -           |
| Totale                                                                              | 32.624.584                           |                       | 315         |

## Ripartizione dei seggi
| Partiti | Camera        | Camera        | Camera      | Senato    |
| Partiti | Proporzionale | Maggioritario | Totale      | Senato    |
| --- | ------------- | ------------- | ----------- | --------- |
| Partito Democratico della Sinistra - Di cui: • Federazione Laburista • Cristiano Sociali • Movimento dei Comunisti Unitari • Sinistra Repubblicana • Partito Socialista Democratico Italiano | 26            | 146           | 172 6 5 8 1 | 102 4 -   |
| Popolari per Prodi • Partito Popolare Italiano • Unione Democratica • Partito Repubblicano Italiano                                                                                          | 4             | 64            | 68 61 5 2   | 27 26 1 - |
| Rinnovamento Italiano - Di cui: • Socialisti Italiani • Patto Segni • Movimento Italiano Democratico                                                                                         | 8             | 18            | 26 7 8 1    | 11 5 1    |
| Federazione dei Verdi | -             | 14            | 14          | 14        |
| La Rete | -             | 3             | 3           | 1         |
| Unione Autonomista Ladina | -             | 1             | 1           | -         |
| Lega Autonomia Veneta | -             | -             | -           | 1         |
| Partito Sardo d'Azione | -             | -             | -           | 1         |
| Totale L'Ulivo | 38            | 246           | 284         | 157       |
| Forza Italia | 37            | 86            | 123         | 48        |
| Alleanza Nazionale | 28            | 65            | 93          | 43        |
| CCD-CDU • Centro Cristiano Democratico • Cristiani Democratici Uniti | 12            | 18            | 30 19 11    | 25 15 10  |
| Totale Polo per le Libertà | 77            | 169           | 246         | 116       |
| Lega Nord | 20            | 39            | 59          | 27        |
| Rifondazione Comunista | 20            | 15            | 35          | 10        |
| Südtiroler Volkspartei | -             | 3             | 3           | 2         |
| Lega d'Azione Meridionale | -             | 1             | 1           | -         |
| Democrazia e Libertà | -             | 1             | 1           | -         |
| Valle d'Aosta | -             | 1             | 1           | 1         |
| Lista Pannella-Sgarbi | -             | -             | -           | 1         |
| Movimento Sociale Fiamma Tricolore | -             | -             | -           | 1         |
| Totale | 155           | 475           | 630         | 315       |

## Analisi territoriale del voto

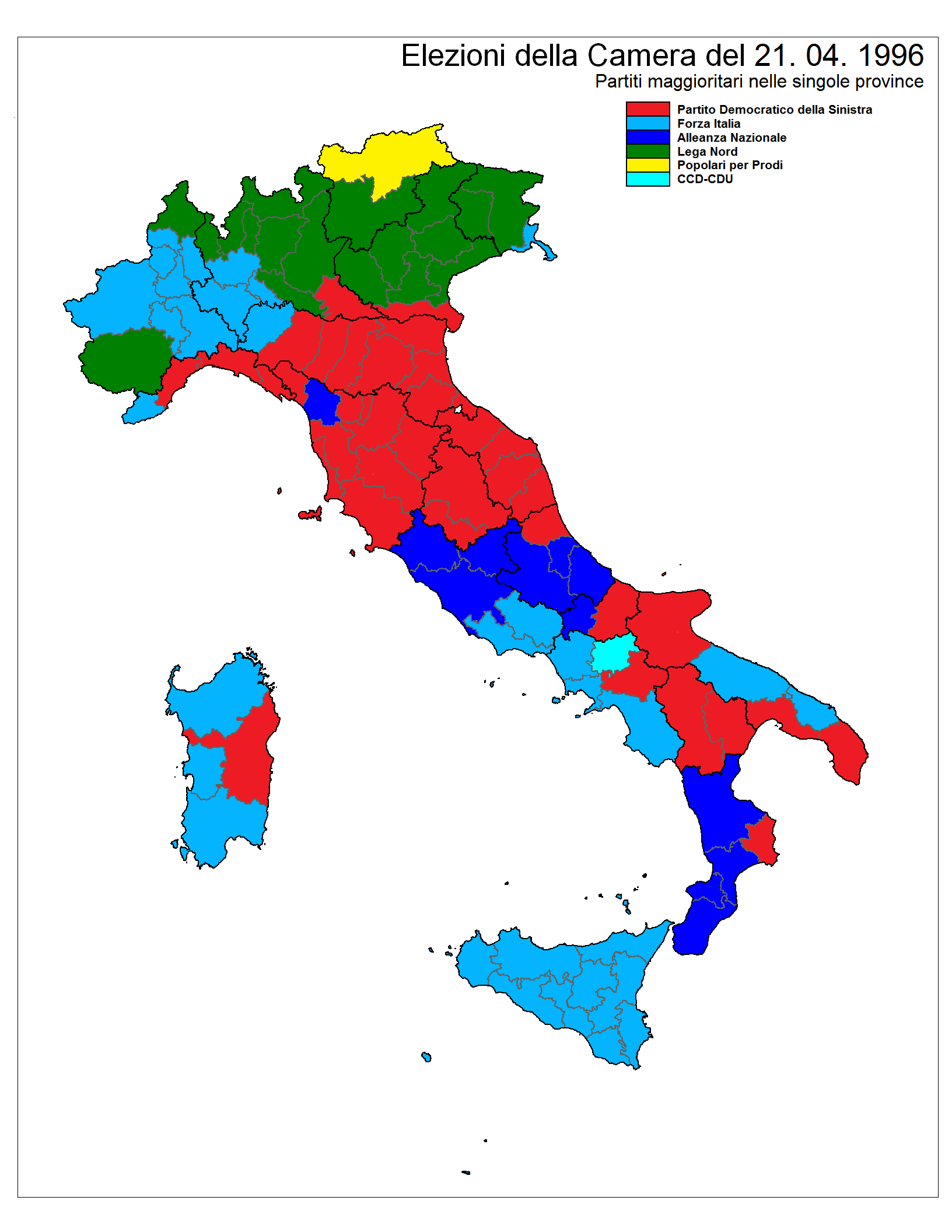
Partiti maggioritari nelle singole province per la Camera.

La coalizione dell'Ulivo di Romano Prodi vince nelle regioni Basilicata, Emilia-Romagna (tranne la Provincia di Piacenza), Liguria (tranne la Provincia di Imperia), Puglia (tranne le province di Bari e Brindisi), Toscana (tranne la Provincia di Lucca), Marche e Umbria, e le province di Teramo (Abruzzo), Crotone (Calabria), Avellino (Campania), Mantova (Lombardia), Campobasso (Molise), Nuoro (Sardegna) e Rovigo (Veneto).
La coalizione del Polo per le Libertà di Silvio Berlusconi vince nelle regioni Abruzzo (tranne la Provincia di Teramo), Calabria (tranne la Provincia di Crotone), Campania (tranne la Provincia di Avellino), Lazio, Piemonte (tranne le province di Cuneo e Verbania), Sardegna (tranne la Provincia di Nuoro) e Sicilia, e le province di Piacenza (Emilia-Romagna), Trieste (Friuli-Venezia Giulia), Imperia (Liguria), Lodi, Milano e Pavia (Lombardia), Isernia (Molise), Bari e Brindisi (Puglia) e Lucca (Toscana).
La Lega Nord di Umberto Bossi vince nelle regioni Friuli-Venezia Giulia (tranne la provincia di Trieste), Veneto (tranne la Provincia di Rovigo) e Lombardia (tranne le province di Pavia, Mantova, Lodi e Milano), e le province di Cuneo e Verbania (Piemonte) e Trento (Trentino-Alto Adige).

## Conseguenze del voto
Come conseguenza di queste elezioni si venne a formare un governo di centrosinistra guidato dal leader della coalizione vincente, Romano Prodi, con 17 esponenti tutti provenienti dall'Ulivo. Per ottenere la fiducia, in ogni caso, Prodi dovette ricorrere all'appoggio esterno del PRC, che permise di avere una maggioranza di appena 7 deputati alla Camera dei deputati: per quanto riguarda il Senato, il governo non ebbe problemi visti i 169 seggi conquistati autonomamente nella tornata elettorale (di cui 157 ulivisti, 10 senatori a vita e 2 della SVP).
Il nuovo esecutivo pose come obiettivo principale l'ingresso dell'Italia nell'eurozona, raggiunto nel 1998. Nonostante questo successo, tuttavia, Prodi andò incontro ad una crisi istituzionale già nel 1997, quando il PRC annunciò il voto contrario alla legge finanziaria e il ritiro dell'appoggio all'esecutivo: il 10 ottobre Prodi si dimise ma il Presidente della Repubblica Oscar Luigi Scalfaro respinse le dimissioni, e pochi giorni dopo Fausto Bertinotti fece un passo indietro votando la fiducia alla finanziaria. Esattamente un anno dopo la scene si ripeté, ma stavolta il governo non ottenne la fiducia, nonostante una divisione all'interno del PRC (l'ala filogovernativa guidata da Armando Cossutta fondò un nuovo partito), e Prodi diede le dimissioni. Il 21 ottobre 1998 Massimo D'Alema formò un nuovo esecutivo, ottenendo la fiducia con il voto decisivo dei comunisti cossuttiani e di alcuni parlamentari eletti con la coalizione di centrodestra.
In seguito alla sconfitta dell'Ulivo alle elezioni regionali del 2000, D'Alema si dimise e al suo posto fu nominato Giuliano Amato, che ebbe il compito di guidare l'Italia fino a fine legislatura.